# Зограф (село)
Зограф е село в Североизточна България. То се намира в община Генерал-Тошево, област Добрич.
В 1942 година село Касаплъ е прекръстено на Зограф, на името на рода на Симеон Зографов, който като кмет на Добрич прави шосета от селото до Пчеларово и до Росица.

## Население
Преброяване на населението през 2011 г.
Численост и дял на етническите групи според преброяването на населението през 2011 г.:
|                     | Численост | Дял (в %) |
| Общо                | 119       | 100,00    |
| Българи             | 80        | 67,22     |
| Турци               | 22        | 18,48     |
| Цигани              | 4         | 3,36      |
| Други               | 0         | 0,00      |
| Не се самоопределят | 13        | 10,92     |
| Неотговорили        | 0         | 0,00      |